# Italienische Eishockeymeisterschaft 1933
Die Saison 1933 war die siebte Austragung der italienischen Eishockeymeisterschaft. Meister wurde zum insgesamt sechsten Mal in der Vereinsgeschichte der Hockey Club Milano.

## Qualifikation
Gruppe West
| 14. Januar 1933 | HC Milano II | 11:0 (3:0, 2:0, 6:0) | Valentino Torino | Mailand |

| 14. Januar 1933 | HC Milano Gianni Scotti (6) Luigi Venosta (4) Camillo Mussi (2) | 12:1 (3:0, 4:1, 5:0) | Excelsior Milano Codognato | Mailand |

| 14. Januar 1933 | HC Milano | -:- Milano II trat nicht an | HC Milano II |  |

Gruppe Ost
| 15. Januar 1933 | HC Ortisei | 0:5 (0:2, 0:2, 0:1) | SC Bolzano-Renon Mesch Guido Menestrina Mesch Schmalzl (Eigentor) Guido Menestrina | St. Ulrich in Gröden |

Finales Qualifikationsspiel
| 19. Januar 1933 | HC Milano Luigi Venosta (4) Gianni Scotti (3) Camillo Mussi (2) Decio Trovati Gianmario Baroni | 11:0 | SC Bolzano-Renon | Mailand |

## Finale
| 15. Februar 1933 | SG Cortina | 0:3 (0:2, 0:1, 0:0) | Hockey Club Milano Gianni Scotti (6.) Camillo Mussi (10.) Luigi Venosta | Cortina d’Ampezzo |

| 12. März 1933 | Hockey Club Milano Camillo Mussi (9.) Decio Trovati (10.) Luigi Venosta (34.) Gianni Scotti (34.) Ignazio Dionisi (44.) | 5:0 (2:0, 2:0, 1:0) | SG Cortina | Mailand |

## Meistermannschaft
Gianmario Baroni – Tino De Mazzeri – Ignazio Dionisi – Augusto Gerosa – Giampiero Medri – Camillo Mussi –
Gianni Scotti – Decio Trovati – Luigi Venosta – Enrico Calcaterra